# In the Garden (brano musicale 1912)
In the Garden è una canzone gospel scritta da C. Austin Miles nel 1912.
La canzone è uno dei gospel più noti e registrati di sempre, tra gli artisti che ne hanno fatto una propria versione ci sono: Elvis Presley, Johnny Cash, Glen Campbell, Alan Jackson e molti altri.

## Testo
Il testo è basato sul Vangelo secondo Giovanni 20:14.

### Testo originale[6]
I come to the garden alone,
While the dew is still on the roses;
And the voice I hear, falling on my ear,
The Son of God discloses.
(Ritornello): And He walks with me, and He talks with me,
And He tells me I am His own,
And the joy we share as we tarry there,
None other has ever known.
He speaks, and the sound of His voice
Is so sweet the birds hush their singing;
And the melody that He gave to me
Within my heart is ringing.
I'd stay in the garden with Him
Tho' the night around me be falling;
But He bids me go; thro' the voice of woe,
His voice to me is calling.

### Traduzione
Sono nel giardino da solo,
ora che la rugiada è ancora sulle rose;
e la voce che sento, che mi parla all’orecchio,
è il Figlio di Dio che si rivela.
(ritornello): E Lui cammina con me, e parla con me,
e mi dice che sono suo,
e la gioia che condividiamo mentre ci troviamo lì,
nessun altro l’ha mai provata.
Lui parla, e il suono della Sua voce
è così dolce che gli uccelli zittiscono il loro canto;
e la melodia che mi ha dato
Dentro il mio cuore risuona.
Starò in giardino con Lui
ora che la notte sta calando attorno a me;
Egli mi ordina di andare; attraverso la voce del dolore,
La sua voce sta chiamando per me.